# Fine Crime Award
Der Fine Crime Award ist ein im Rahmen des Grazer Fine Crime Festivals vergebener und mit 5000 Euro dotierter Literaturpreis.

## Geschichte
Er wurde 2019 ins Leben gerufen und ist von der Energie Steiermark gesponsert. Die Auszeichnung ist ein Anerkennungspreis für deutschsprachige Kriminalliteratur der Gegenwart.
Eine Jury, bestehend aus Experten aus den verschiedensten artverwandten Bereichen rund um das Genre „Kriminalliteratur“, hebt mit ihrer Wahl Autoren auf die Bühne, deren Leistungen sie im vergangenen Jahr ganz besonders für würdig erachtet haben. Es ist nicht möglich, sich für diesen Preis zu bewerben – die Auswahl obliegt allein der Jury.
Der Pokal wurde 2019 vom Grazer Mediendesigner Niki Schreinlechner entworfen.

## Preisträger
- 2019: franzobel
- 2020: Reinhard Kleindl
- 2021: Alex Beer
- 2022: Claudia Rossbacher
- 2023: Bernhard Aichner
- 2024: Ellen Dunne[2]
- 2025: Thomas Raab[3]

## Newcomer Award
Seit 2023 wird auch der Newcomer Award vergeben. Er wird von der Steiermärkischen Sparkasse mit 1000 Euro dotiert.
- 2023: Nicole Stranzl, Laudatio Claudia Rossbacher[4]
- 2024: Gudrun Wieser, Laudatio: Martina Steidl[5]
- 2025: Fabian Navarro, Laudatio: Martina Steidl